# Vaiges
Vaiges är en kommun i departementet Mayenne i regionen Pays de la Loire i nordvästra Frankrike. Kommunen ligger i kantonen Sainte-Suzanne som tillhör arrondissementet Laval. År 2022 hade Vaiges 1 164 invånare.

## Befolkningsutveckling
Antalet invånare i kommunen Vaiges
| Referens: INSEE |